# Mer de Halmahera
La mer de Halmahera est une mer de l’archipel indonésien située entre le Nord-Ouest de la Papouasie occidentale, à l'est, et l'île indonésienne de Halmahera, à l'ouest. Elle jouxte au sud la mer de Seram.

## Géographie
L'Organisation hydrographique internationale définit les limites de la mer de Halmahera de la façon suivante :
- Au nord : Une ligne depuis le tanjung Wajabula (2° 16′ 44″ N, 128° 11′ 51″ E) (Morotai) jusqu’au tanjung Jojefa (2° 11′ 50″ N, 128° 04′ 02″ E), la pointe septentrionale d’Halmahera.

- À l’est: Une ligne depuis le tanjung Garongo (2° 30′ 07″ N, 128° 41′ 15″ E), la pointe nord-est de Morotai, à travers les îles Sayang et Kawe jusqu’aux extrémités occidentales des îles Waigeo (0° 12′ 29″ S, 130° 13′ 05″ E) et Batanta, puis par la pointe nord-ouest de l’île Salawati (0° 57′ 29″ S, 130° 38′ 06″ E), le long de la côte jusqu'au tanjung Menonket (1° 20′ 45″ S, 130° 51′ 42″ E), sa pointe sud-ouest, et de là jusqu’au tanjung Sele (1° 25′ 39″ S, 130° 55′ 53″ E) , en Papouasie occidentale.

- Au sud: Une ligne depuis le tanjung Dehekolano (1° 49′ 11″ S, 126° 29′ 12″ E), l’extrémité orientale des Sula jusqu’à l’extrémité occidentale d’Obi (1° 37′ 05″ S, 127° 23′ 34″ E), le long de sa côte méridionale jusqu’au tanjung Serammaloleo (1° 41′ 03″ S, 128° 09′ 20″ E), son extrémité orientale, de là à travers les îles Tobalai, Kekeh, Pisang et Kofiau jusqu’au tanjung Sele (1° 25′ 39″ S, 130° 55′ 53″ E), la pointe ouest de la Papouasie occidentale.

- À l’ouest:. Une ligne depuis le  tanjung Libobo (0° 54′ 51″ S, 128° 27′ 06″ E), l'extrémité méridionale d'Halmahera jusqu'à la pointe nord de pulau Bisa (1° 10′ 16″ S, 127° 32′ 53″ E), de là jusqu'à l'extrémité septentrionale de pulau Obi (1° 19′ 53″ S, 127° 38′ 31″ E).